# Justin Bieber: Never Say Never
Justin Bieber: Never Say Never är en dokumentär baserad på Justin Biebers uppväxt och framgång. Världspremiären ägde rum den 11 februari 2011, men visades den 9 februari 2011 för utvalda gäster. Från och med den 29 november 2010 kunde Biebers fans köpa biljetter. Filmen är den konsertfilm som dragit in mest pengar sedan 1984 och gick om Michael Jacksons "This is it" i mars 2011. 

## Handling
Filmen inleds med en 10 dagars nedräkning inför en av Justin Bieber mest prestigefyllda konserter, uppträdandet på Madison Square Garden den 31 augusti 2010, som såldes ut på 22 minuter. Filmen innehåller intervjuer med familjemedlemmar, fans och människor ur Biebers närhet. Under filmens gång visar de i kronologisk ordning klipp från hans barndom, hur hans musikaliska talang utvecklades och hur hans passion för musiken växte för var dag som gick. Filmen knyts samman i och med att de 10 dagarna gått och tiden är inne för den stora konserten på Madison Square Garden.

## Bakgrund
Den 2 augusti 2010 rapporterade Deadline.com att Paramount Pictures började förbereda en film som skulle handla om Biebers liv. Det sades då att filmen skulle regisseras av Davis Guggenheim, vilket inte blev av då han den 4 augusti 2010 hoppade av för att istället kunna regissera filmen Waiting for "Superman". Den 13 augusti 2010 blev det tillkännagivet att Step up 3D-regissören Jon Chu skulle regissera filmen. I en intervju berättade Jon Chu att filmen både skulle riktas till fansen och de som inte var fans. Han berättade även i en senare intervju om hur intressant och fascinerande han tyckte att Biebers historia var; hur han blev känd genom Youtube och Internet.

## Utveckling
Den 24 augusti 2010 tillkännagav Justin Bieber och Jon Chu på Twitter att det skulle anordnas en tävling där priset var att få vara en del av filmen. Tävlingen gick ut på att fansen skulle skicka in ett klipp där de sjöng Biebers "That Should be me" eller att det skulle "Show us how 'U Smile'" genom att skicka in ett foto eller en video. Tävlingen hölls i 24 timmar.
På en boksignering i Los Angeles för sin bok Justin Bieber: First step 2 Forever: My Story berättade Bieber om vad han vill visa med filmen. Han ville "let people know there's a lot of people that are discouraging in life and that will tell you you can't do something, but you just got to remember that the sky's the limit". Han fortsatte "You're able to do whatever you set your mind to as long as you remember to keep God first and stay grounded. So I think the movie really explains that, and it's really inspiring."

## Trailer
Den första trailern släpptes den 26 oktober 2010 och visade hemfilmade klipp, bakom-scenen-klipp och delar av intervjuer med bland annat managern Scooter Braun och mentorn Usher. På sin konsert i Los Angeles den 26 oktober överraskade han även sina fans genom att visa trailern.
Den andra officiella trailern släpptes den 22 november 2010. Den innehöll ett klipp filmat i 3D-format där Bieber kastade popcorn och silly strings mot biopubliken. Det visas även heminspelade klipp, bakom-scenen klipp, turnéklipp; inkluderat när han kastar sin tröja ut mot publiken. Slutet visar hur Bieber lär sig om hur 3D-kameran fungerar samt hur han testar lila 3D-glasögon.

## Medverkande
- Justin Bieber
- Usher
- Jaden Smith
- Miley Cyrus
- Sean Kingston
- Snoop Dogg
- Ludacris
- Boyz II Men
- Salma El Mansi

## Kritik
Filmen har fått mycket blandad kritik. Av många har den blivit hyllad, och av många har den blivit förkastad. På Internet Movie Database har filmen fått betyget 1,2/10 efter cirka 34000 röster. Av Metacritic har filmen fått metascore 52/100.

## På DVD
Paramount Home Entertainment släppte filmen på DVD den 13 maj 2011. Det fanns även 1800 signerade exemplar men de förbeställdes och tog slut inom loppet av några minuter.